# آوريش
آوريش (بالألمانية: Aurich) هي بلدة ألمانية و district capital تقع في ألمانيا في آوريش. يقدر عدد سكانها بـ 40,559 نسمة .

## المدن التوأمة
مدن أبنجيدام و بات يام هي مدن توأمة لـآوريش.

## أعلام
- إنجريد موسى
- أوفي روزنبرغ
- رودلف أوكن
- لويس دايز
- يانس ويميير
- جيرهارد ليندنر